# Farnetta

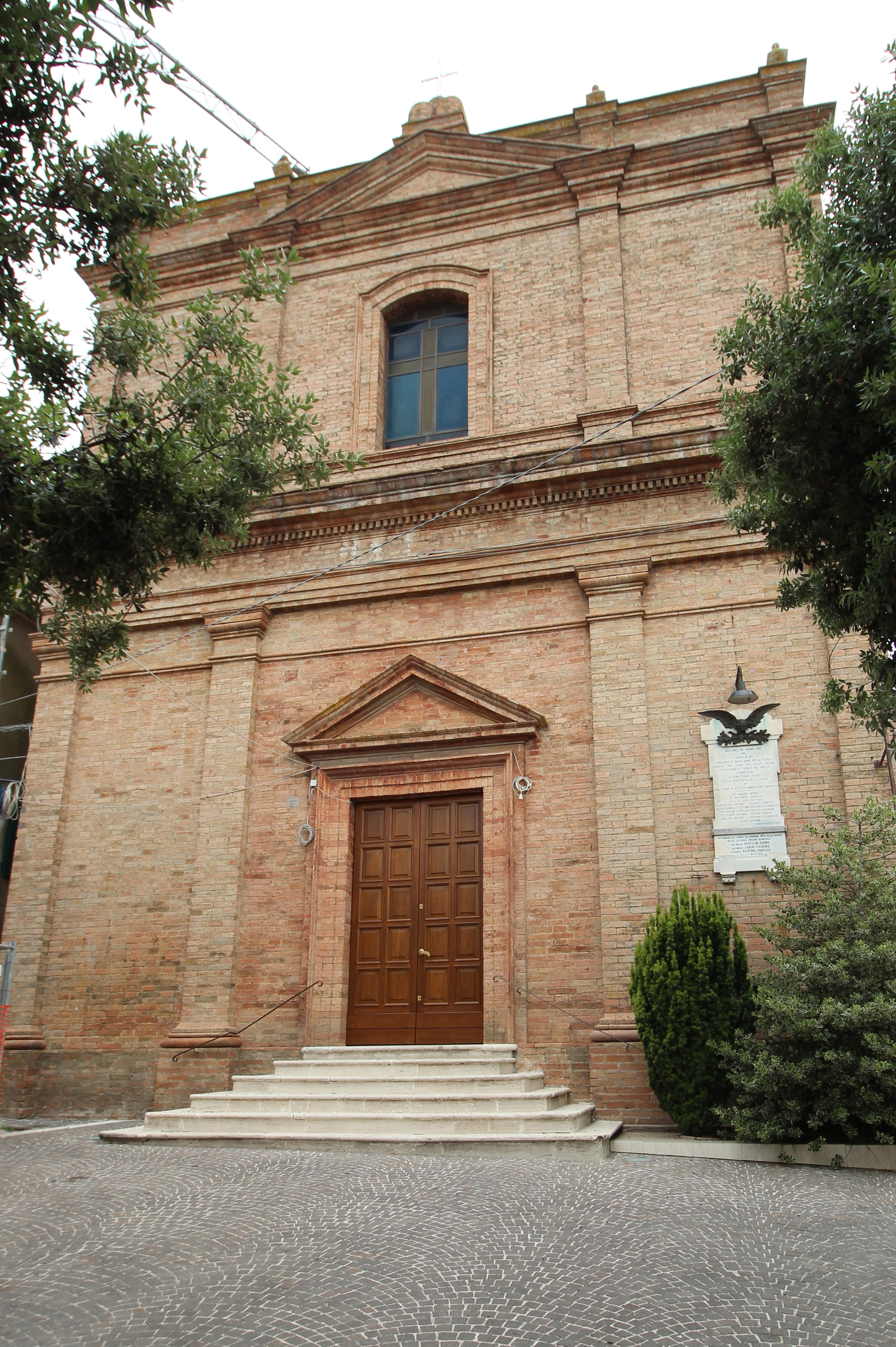
San Nicolò

Farnetta (lateinisch: Castrum Farnectae) ist eine Fraktion (italienisch frazione) der Gemeinde Montecastrilli in der Provinz Terni, Region Umbrien in Italien.
Der Ort liegt bei 388 m s.l.m. auf einem kleinen Berg der Region von Umbrien. Es ist etwa 4 km von Montecastrilli und 3 km von Avigliano Umbro entfernt. Nach einer Volkszählung lebten im Jahre 2001 202 Einwohner in Farnetta. 2004 waren es 283 und 2011 253 Einwohner.

## Geschichte
Das Dorf existiert seit dem Mittelalter. Darüber existieren zwei Dokumente, das erste Dokument ist aus dem Jahre 1174. Das Dokument berichtet von einem deutschen Graf von Rapizone, der Kirchen und Land an die Abtei Farfa gegeben hat. Das andere Dokument aus dem Jahre 1175 und berichtet, dass die Kirche von Farnetta an die Abtei gegeben wurde.

## Sehenswürdigkeiten
- San Nicolò, Kirche im Ortskern aus dem späten 15. Jahrhundert. Vor dem Neubau war die Kirche dem hl. San Silvestro geweiht.[3]
- Santa Lucia, Kapelle am Ortskern, die im 17. Jahrhundert entstand.[4]
- San Lorenzo in Nifili, Kirche etwa 1 km östlich des Ortes an der historischen Via Amerina. Die Kirche entstand im 11. Jahrhundert.[5]
- Torre della Palombara, mittelalterlicher Wachturm kurz außerhalb des Ortes.[6]

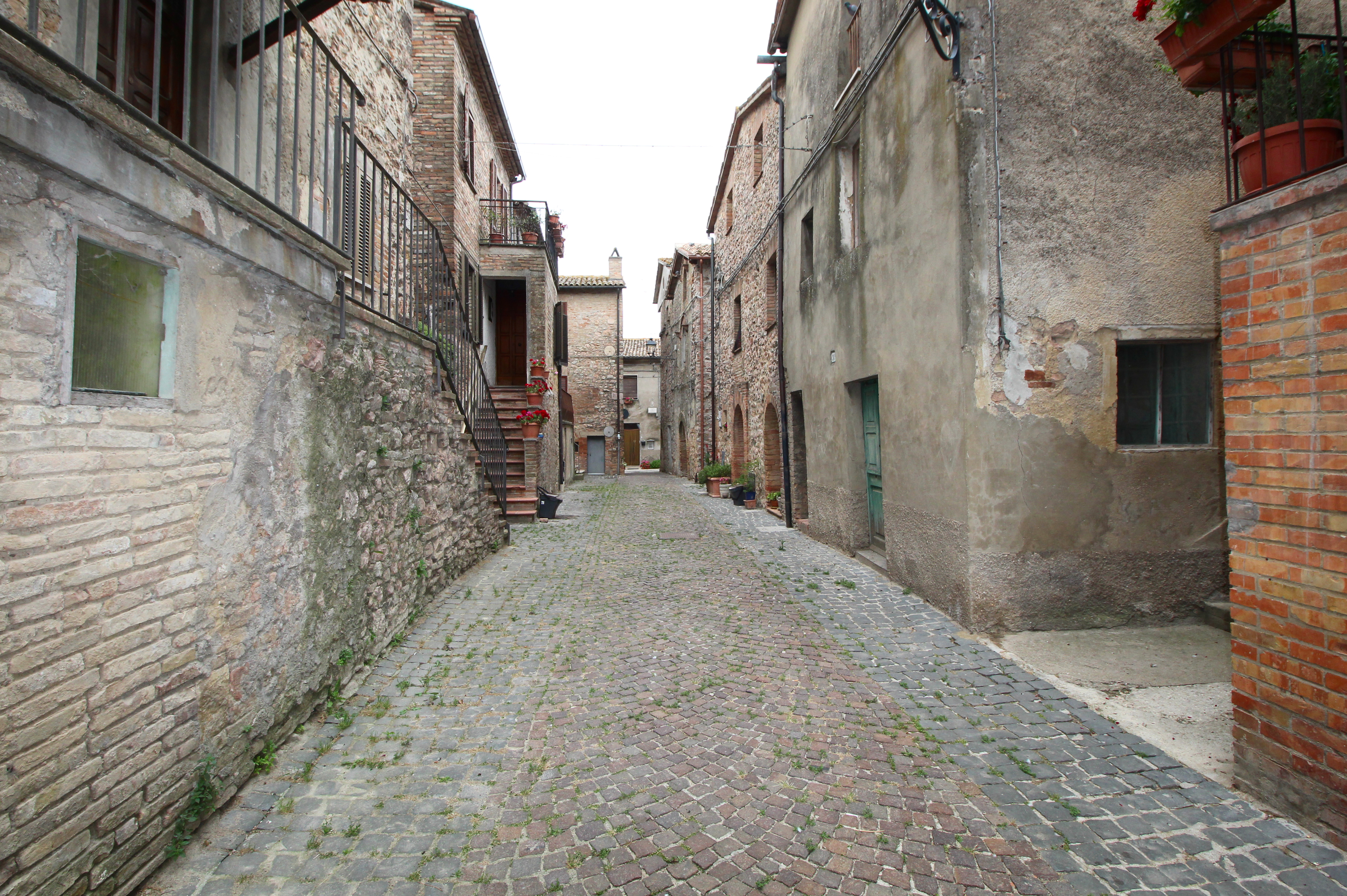
Das Borgo
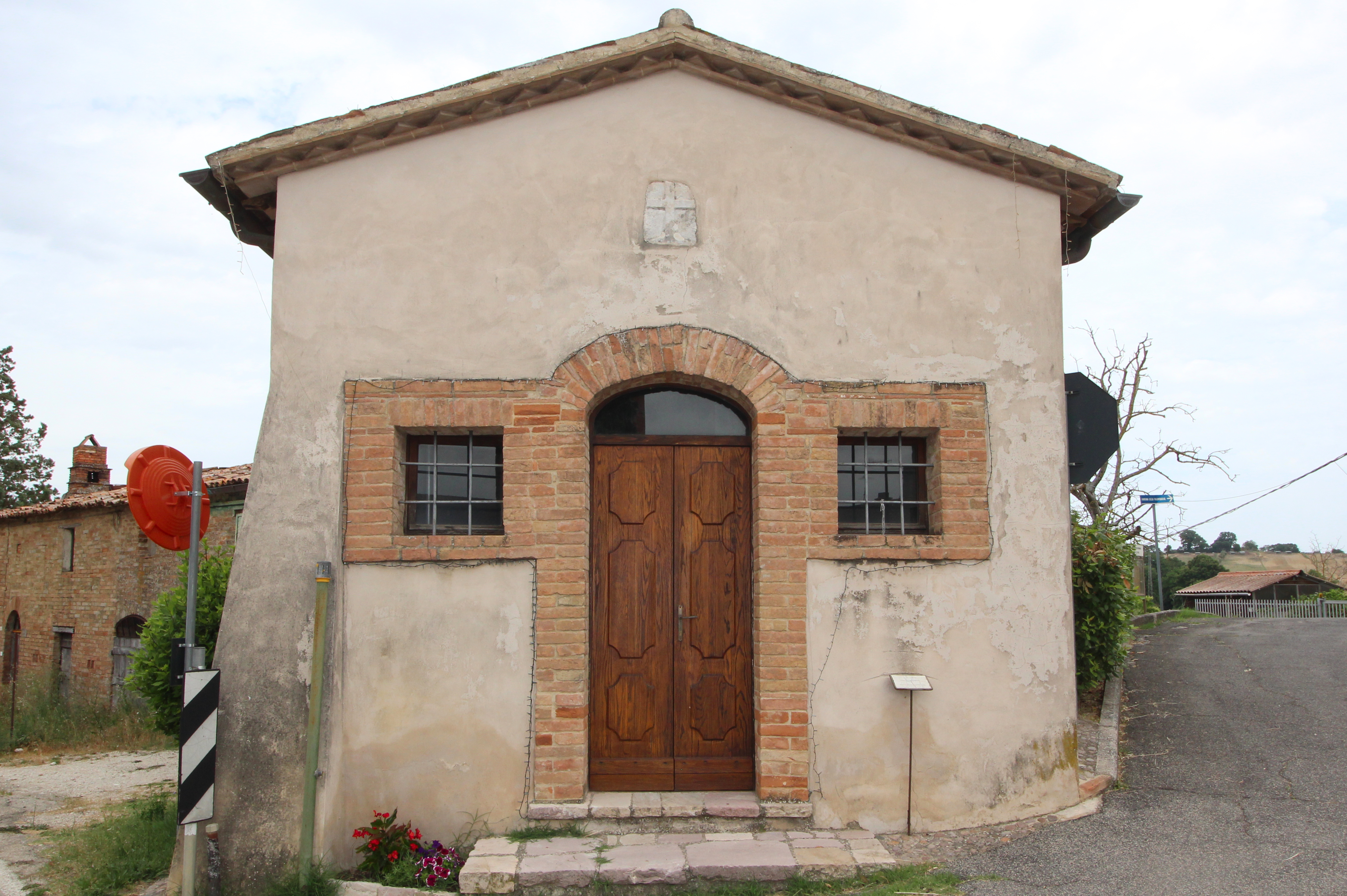
Santa Lucia
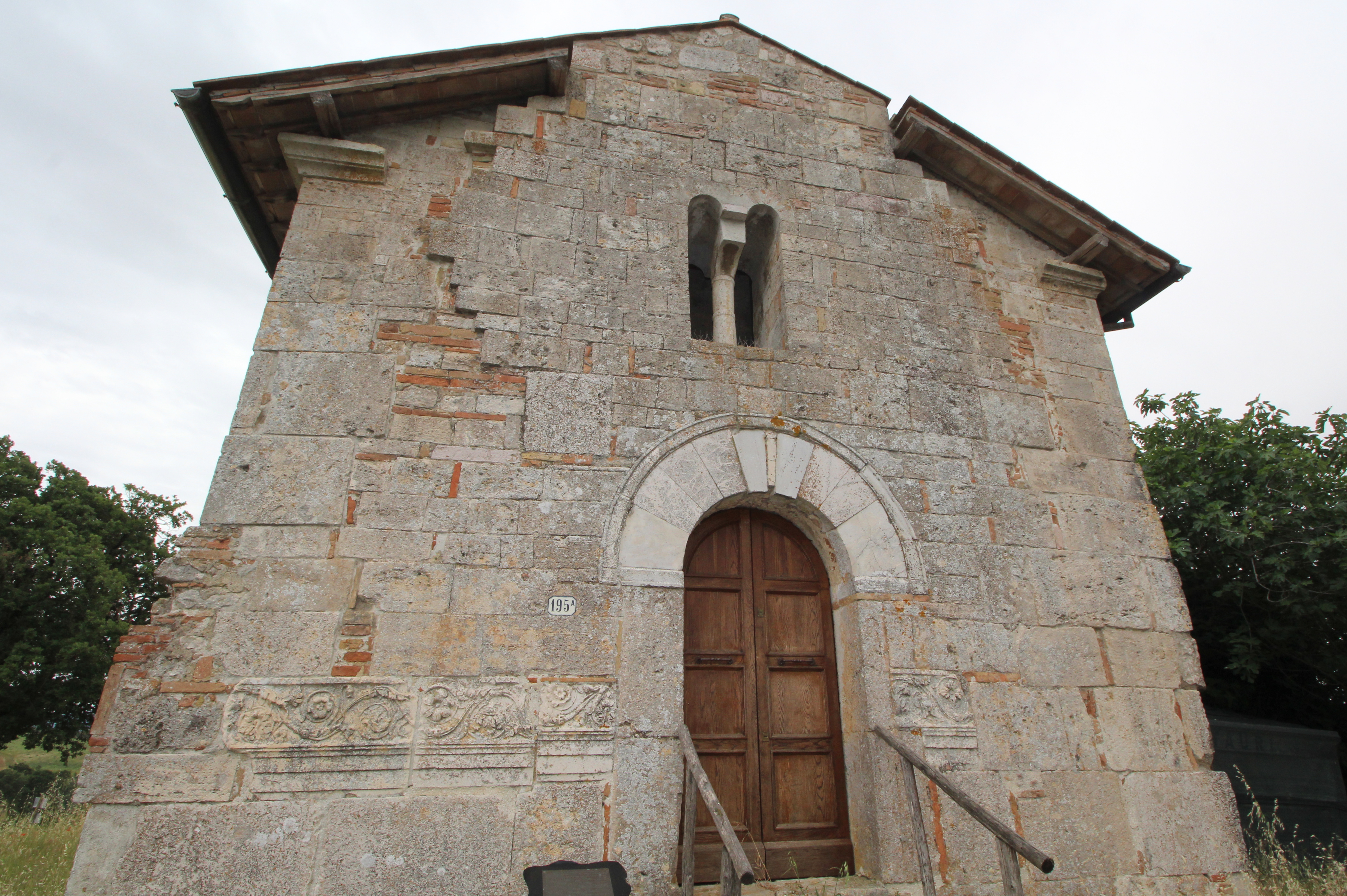
San Lorenzo in Nifili
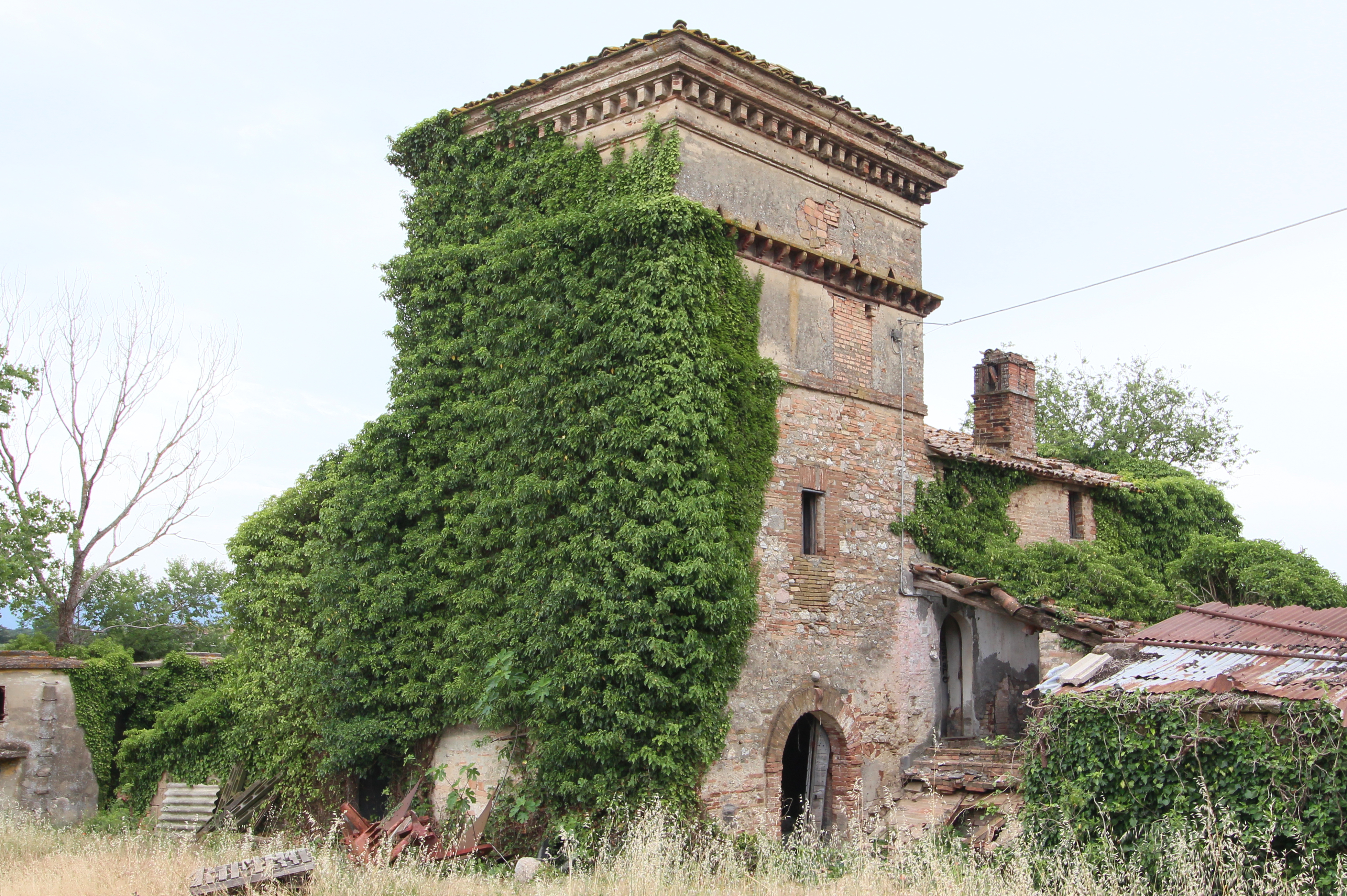
Torre della Palombara